# Cardiff Tigers
I Cardiff Tigers sono stati una squadra di football americano, di Cardiff, in Galles; fondati nel 1985, hanno chiuso nel 1992.

## Dettaglio stagioni

### Tornei nazionali

#### Campionato

##### Budweiser League National Division
| Stagione | regular season | regular season | regular season | regular season | regular season | regular season | playoff | playoff | playoff | playoff | playoff | playoff   | playoff    |
|          | Vin            | Par            | Per            | Tot            | PF             | PS             | Vin     | Per     | Tot     | PF      | PS      | risultato | avversaria |
| -------- | -------------- | -------------- | -------------- | -------------- | -------------- | -------------- | ------- | ------- | ------- | ------- | ------- | --------- | ---------- |
| 1987     | 2              | 0              | 8              | 10             | 131            | 280            | -       | -       | -       | -       | -       | -         | -          |
| Totale   | 2              | 0              | 8              | 10             | 131            | 280            | -       | -       | -       | -       | -       |           |            |

Fonti: Enciclopedia del Football - A cura di Roberto Mezzetti

## Palmarès
- 1 Campionato britannico di secondo livello (1986[1])